# Jacobo Kouffaty
Jacobo Salvador Kouffaty (Maturín, 30 de maio de 1993) é um futebolista profissional venezuelano que atua como Meio-campo, atualmente defende o Millonarios.

## Carreira
Jacobo Kouffaty fez parte do elenco da Seleção Venezuelana de Futebol da disputa das Eliminatórias da Copa do Mundo FIFA de 2018